# Мильчевский, Октавий Васильевич
Октавий Витальевич Мильчевский (22 марта (3 апреля) 1833, Могилёв – 10 (22) мая 1878, Владикавказ) –русский педагог-методист, журналист, публицист, прозаик, поэт, переводчик, библиограф, театральный и литературный критик, популяризатор естественнонаучных знаний, деятель русского революционного движения 1860-х годов, коллежский асессор.

## Биография
Родился в Могилёве 22 марта (3 апреля) 1833 года. Происходил из волынского и казанского дворянского рода, восходящего к польской шляхте, представитель казанской ветви. Старший сын надворного советника, педагога, младшего преподавателя французского языка 2-й казанской мужской гимназии Виталия Ивановича Мильчевского (1808 – не ранее 1859); мать в 1852—1853 гг. была классной дамой иркутского Девичьего института Восточной Сибири. Внук дворянина Волынской губернии Ивана Васильевича Мильчевского.
Учился в Иркутской (1843—1850) и 2-й казанской (1850—1851) мужских гимназиях. В 1851/52 – 1854/55 академических годах учился в Казанском университете, курс которого окончил со степенью кандидата; с 17 сентября по 27 октября 1855 года состоял при университете. После выбытия из университета, с мая 1856 года служил учителем французского языка в нижегородских Александровском дворянском институте и, одновременно, в Мариинском институте благородных девиц (1856–1858); затем служил в Казани - младший учитель французского языка в 1-й казанской мужской гимназии (1858–1862) и, одновременно, учитель истории Казанско-Родионовского губернского института благородных девиц (1860–1862); в 1862 переведён учителем фр. языка в Вятскую мужскую гимназию, однако, в должность не вступил. Высочайшим указом от 20.02.1862 № 44, по Казанскому учебному округу, произведён, за выслугу лет, из кандидатов в чин коллежского секретаря, со старшинством от 23.05.1856 г. В том же - 1862, по прошению, вышел в отставку, предположительно из-за конфликта с начальством и нежеланием переезжать в Вятку, и переехал в С.-Петербург, профессионально занявшись журналистикой и литературой. Со второй половины 1860-х гг. – известный автор-составитель научно-популярных сочинений по лингвистике, этнографии, психологии, антропологии, расологии, технологии и др. естественнонаучным дисциплинам, часть из которых, после покушения на императора Александра II, были запрещены к приобретению для народных школ и чтению в учебных заведениях империи, в виду их «материализма» и неблагонадежности автора.
Печататься начал в середине 1850-х гг., опубликовав в «Записках Казанского экономического общества» статьи по ботанике и экономической журналистике. В 1860–1861 сотрудничал в журнале «Русский педагогический вестник», в котором публиковал статьи по народному образованию и прозаическое автобиографическое сочинение. Оказавшись в столице в период студенческих волнений, связанных с польским освободительным движением, и последовавшего закрытия С.-Петербургского и др. университетов, в 1862 принял активное участие в обсуждении проекта нового общего устава Императорских российских университетов, высказывал «мнение о необходимости учреждения при университетах богословского факультета, который служил бы лучшим средством для распространения научных сведений в области богословия».
В первой половине 1860-х годов сотрудничал в журналах «Искра», «Заноза», «Русское слово», «Русская сцена», в газетах «С.-Петербургские ведомости», «Современное слово», «Биржевые ведомости», «Русь», «Русский мир», в которых публиковал стихи, переводы, театральные рецензии, рассказы и очерки фельетонного и юмористического характера, публицистику по различным темам. Как большинство журналистов своего времени, зарабатывавших литературными трудами, испытывал нужду, в 1862-1865 обращался за пособием в Литературный фонд.
Мильчевского-журналиста отличали ярко выраженная популяризаторская ориентация и жанровая «всеохватность». В своем письме М. П. Погодину Мильчевский писал: «могу вести и политический, и внутренние обзоры, затем фельетон – живой, занимательный, стихами и прозой, музыкальный и театральные обзоры <…> критику и библиографию по педагогике, естествознанию, географии, камеральным наукам, наконец. Зная основательно языки французский, немецкий, английский и итальянский, я могу составлять компилятивные работы и пр.»
Отказавшись от службы провинциальным педагогом и приехав в столицу, Мильчевский оказался востребованным журналистом и переводчиком, сотрудничал с ведущими российскими изданиями, такими как «Отечественные записки»  и «Библиотека для чтения», в которых печатал большие обзорно-реферативные статьи по самым разным проблемам. В 1863-1864 стал фактическим редактором журнала «Книжный вестник», в котором поместил десятки анонимных, или подписанных криптонимами, библиографических рецензий, статьей и заметок, обозрений немецких и английских книг, а также ряд авторских статей по книжной статистике за 1861–1862, и о проблемах социального бытования литературы, в т. ч. о псевдонимах. В это время им были написаны: «Государственные и церковные партии в Западной Европе» («Библиотека для чтения». — 1863. — № 11), «Очерк прошлогодней деятельности русских географов» («Библиотека для чтения». — 1864. — № 7) и др. В журнале «Русская сцена» опубликовал перевод комедии У. Шекспира «Виндзорские насмешницы», создав для сцены живое произведение с яркой языковой характеристикой персонажей, придав ему несколько «русский» колорит. К числу других серьезных переводческих работ относится участие Мильчевского в издании 3-томного собрания сочинений французского философа Ж. Ж. Руссо. Ему же – Мильчевскому, принадлежит перевод 5-актной трагедии «Равенский гладиатор» («Равенский боец»)  австрийского поэта, прозаика и драматурга, барона Элигия-Франца Йозефа фон Мюнх-Беллинггаузена, более известного под своим псевдонимом – Фридриха Гальма. Много позднее, трагедия «Равенский боец» в переводе В. В. Крестовского была опубликована в ж-ле «Живописное обозрение» (1883, кн. 9-11) и поставлена на сцене Александринского театра.
В журналистике Мильчевский выступал с позиций естественно-научного материализма и социального радикализма. Принимал участие в работе педагогической комиссии С.-Петербургского комитета грамотности, будучи избранным в его члены в 1862 г. По-видимому, сочувствовал польскому освободительному движению и русскому революционному подполью. Будучи на службе ещё в Нижнем Новгороде, состоял в переписке с деятелями русской революционной печати, в частности, с Н. А. Добролюбовым. Речь «О наших средних учебных заведениях», подготовленная для публичного чтения на годовом акте Первой казанской гимназии, в 1860 попечителем Казанского учебного округа была признана «неудобною для прочтения на акте по излишней резкости тона, который, оскорбляя публику, в то же время может иметь неблагоприятное, по всем последствиям, влияние и на воспитанников». После покушения на Александра II, с 30 апреля 1866 был арестован по делу Каракозова и три недели содержался в Невской куртине Петропавловской крепости; 22 мая 1866 освобождён под негласный полицейский надзор, и, в том же – 1866, переехал в Москву.
В Москве давал уроки русского языка и музыки. Кроме того, из его переписки с украинским писателем, историком, общественным деятелем и чиновником Московского архива Министерства юстиции Василием Павловичем Масловым  (ок. 1841 – 12.12.1880, Москва), хранящейся в фонде Маслова в ОР РГБ, известно, что Мильчевский составил либретто оперы «Ночь перед Рождеством», по повести Н. В. Гоголя, и просил Маслова пригласить для инструментовки оперы известного композитора Владимира Никитича Кашперова. Сотрудничал в литературных и юмористических журналах «Развлечение» (1866–1867) и «Будильник» (1866). Печатался в газетах «Русский» (1868), «Русская летопись» (1870). Однако, основным средством заработка стали переводы и издание научно-популярных и лубочных книг, календарей, справочников, коих насчитывается несколько десятков наименований. Некоторые из этих работ, достаточно серьезные по содержанию, были запрещены министром внутренних дел. По заказам столичных книготорговцев и издателей «народной» литературы, главным образом С. И. Леухина, Мильчевский подготавливал и коммерческие издания, в отборе материала ориентированные на обыденные представления массового народного читателя, издававшиеся массовыми тиражами в несколько тысяч экземпляров и доступных по цене. Однако, под «завлекательным» названием, касавшихся псевдофилософии и таинственных наук (оракулы, хиромантии, сонники, фокусы, справочники, календари и пр.), зачастую скрывались добротно и интересно написанные сочинения, пропагандирующие современные для того времени научные представления и, напротив, разоблачающие суеверия. Многие из его книг, подписанных псевдонимами или анонимных, до настоящего времени так и не выявлены. Другие запрещались  и даже подлежали, по судебным решениям, полному уничтожению тиража. Иные использовались другими авторами при написании книг по аналогичной псевдонаучной тематике, или для высмеивания событий политической жизни, о которых, наоборот, ничего не говорилось в мильчевских Оракулах.
Подозрения правительства в отношении Мильчевского о его сотрудничестве с революционными кружками сохранялись. В ноябре 1869 привлекался к следственным действиям по нечаевскому делу; по-видимому, был близок к движению народничества.
В 1872 из Москвы переехал в Одессу, затем в Николаев Херсонской губернии, затем перебрался на Кавказ, где поступил на службу учителем французского языка в Тифлисской мужской гимназии, оттуда переехал во Владикавказ, где получил новое назначение, там и умер. Одновременно с педагогической деятельностью, издавал переводы сочинения в области политических и социальных наук, сотрудничал в местных газетах «Одесский вестник», «Николаевский вестник», «Кавказ»  и «Тифлисский вестник», в которых публиковал рецензии и очерки по сельскому хозяйству, педагогике, географии, этнографии, путешествиям, картографии и статистике. Сенатским указом от 2.08.1876 № 88, по Кавказскому учебному округу, произведён, за выслугу лет, из коллежских секретарей в чин титулярного советника, со старшинством от 23.05.1859 г.; сенатским указом от 21.04.1877 № 58, по Кавказскому учебному округу, произведён, за выслугу лет, в чин коллежского асессора, со старшинством от 23.05.1862 г.; в том чине с 1877 года и до кончины служил преподавателем французского языка Владикавказского реального училища.
= Методические издания =
По отзывам современников, как учитель Мильчевский обладал несомненным педагогическим талантом. Один из его учеников в 1-й казанской мужской гимназии – русский этнограф и революционер-народник Д. А. Клеменц, вспоминал: «Из учителей прогрессивного направления наибольшим авторитетом пользовался Ленстрем <…> Затем учитель французского языка Мильчевский. Зная одинаково русский язык и французский, он сумел осмыслить изучение чужого языка настолько, что большинство из нас в седьмом классе довольно свободно читали французские книги».
Кроме многочисленных научно-популярных сочинений и лубочных изданий для массового читателя, Мильчевский был автором ряда сочинений и пособий по педагогическим и техническим наукам. К ним относятся:
*Опыт синонимики французского языка для русских / Соч. Октавия Мильчевского. - Казань: тип. Ун-та, 1861
*Первоначальный курс рационального теоретико-практического и сравнительного изучения французского языка для русских. – Казань: тип. Ун-та, 1861. Из рецензии к первому изданию: «Метода эта может служить хорошим руководством учителям и сам г. Мильчевский сознается, что успех его методы невозможен без деятельного и способного преподавателя. Правил в этой книге, грамматических и орфографических, множество. Для изучения языка по этой методе, г. Мильчевский находит необходимым 70 уроков, а также упражнений в главных частях речи по карточкам, вырезанным из таблиц, приложенных к книге. Переводы целых речений, спряжения при этом глаголов и разнообразное соединение главных в речи слов – приведут изучающих язык к несомненному успеху».
**2-е издание того же сочинения, под названием «Учебник французского языка, теоретический и практический, составленный на основании программ преподавания этого языка в гимназиях и примененный к занятиям и без учителя, со значительными изменениями и дополнениями» – М.: тип. Бахметева, 1869
**Практический учебник польского языка, составленный для русских на основании немецких сочинений Jael'а, Kampmann'а и др., а также грамматики польского языка Смита. - СПб: тип. Н. Тиблена и К0, 1864. Из рецензии: «Учебник польского языка г. Мильчевского <…>, составленный из трудов Смита, Яэля, Кампмана, совершенно определяется заключительными словами составителя: «мы, кажется, успели дать читателю все, что существенно необходимо для того, чтобы приступить к изучению польского разговорного языка путем практики; только это и было нашей целью». Как можно догадываться, учебник этот изготовлен только для тех русских, которые отправляются в Польшу; для изучения же польского языка, на месте, он совершенно не годится, по недостатку и перепутанности правил. Грамматика Смита, изданная в 1863 году, лучшая из польских грамматик, но только через-чур специальная»
**Технолог-практик: Книга фабричных, заводских, ремесленных, художественных и других промышленных производств по усовершенствованным и признанным лучшими способам, заключающая, в подробном и общепонятном изложении, все главные и распространенные, необходимые в России, крупные и мелкие, домашние производства. С приложением 74 рис.: В 7 ч. / Сост. Окт. Мильчевским, по последним лучшим иностранным и русским сочинениям и специальным периодическим изданиям, из которых заимствовано 136 совершенно новых способов; изд. С. И. Леухина – М.: тип. С. Орлова, 1868.
** 2-е издание того же сочиения, испр. и доп. Ивановым. - М.: изд. С. И. Леухина, 1875.
*Русская грамматика практическая, теоретическая и историческая, составленная сообразно программам преподавания её в наших средних учебных заведениях, преимущественно на основании «Исторической грамматики» г. проф. Буслаева, для учащихся. - М: тип. А. И. Мамонтова и К0, 1869; 2-е изд. – М., 1870.
= Лубочные и др. издания =
*Жизнь всего мира, или Рассказ о веществах, силах и явлениях природы - Москва: тип. Шюман и Глушкова, 1867.
*Основания науки антропоэтнологии, или Законы отношений между человеком и природой - Москва: тип. Бахметева, 1868.
*Полный новейший снотолкователь с научным объяснением теории снов, галлюцинаций и сомнамбулизма и с словарем сновидений / Сост. Окт. Мильчевским. - Москва : тип. Бахметева, 1869.
*Карманный православный русский месяцеслов (календарь) на 1870 год / Сост. Окт. Мильчевский. - Москва : С. Леухин, 1869.
*Полный настольный календарь на 1870 год, составленный под редакцией Октавия Мильчевского. - Москва: тип. Смирнова, 1869.
*Причины вырождения человека, неполнота и неправильность его телесного и душевного развития в настоящее время / Сост. по нем. соч. Ед. Рейха Окт. Мильчевским. - Москва : тип. А.И. Мамонтова и К°, 1870.
*Остров фантазий: Необыкновенные приключения с оригинальным капитаном корабля, скучающим англичанином, французом-живописцем, картежницей-испанкой и женою-привидением / Соч. Лудовика Ульбаха; Пер. с фр. Окт. Мильчевского. - Москва : С.И. Леухин, 1872.
*Мужчина и женщина: Мужчина властелин, женщина подвластная: Письмо к г. А. Дюма-сыну [по поводу соврем. положения женщины] / Соч. Эмиля де Жирардена; Пер. с фр. Окт. Мильчевского. - 2-е изд. - Одесса : А. Кехрибарджи, 1873.

## Семья
Жена – девица Надежда Матвеевна, урождённая Клачкова (Клочкова) (? – после 1917), г. Волоколамска купеческая дочь. Овдовев, с детьми – Василием и Софией, жила в Санкт-Петербурге, в д. № 11 по Рижскому проспекту. Их дети:
- Василий Октавианович Мильчевский (? – после 1917). Служил в ведомстве Министерства путей сообщения (1887-1910), состоял членом правления О-ва потребителей служащих на Балтийской и Псково-Рижской ж. д. (контора на Балтийском вокзале), известный столичный художник-электротехник. В конце 1890-х – начале 1900-х гг. занимался устройством художественного оформления (освещения) благотворительных мероприятий; в начале 1900-х гг. состоял членом Мариинско-Сергиевского приюта для крещаемых и крещеных в православную веру еврейских детей. В первой половине 1910-х проживал в доме № 120, при Балтийском вокзале, по Обводному каналу; по искам Волжско-Камского коммерческого банка и торгового дома «Стеффенс, Нелле и К0» (торговля металлами, машинами и машиностроительным оборудованием), в октябре 1907 С.-Петербургским коммерческим судом признан несостоятельным должником, движимое имущество (квартирная обстановка) в ноябре того же года продано с публичного аукциона; во второй половине 1910-х жил в доме № 18 по ул. Гаванской.
- София Октавиановна Мильчевская (? – после 1917), девица.